# 朱文璧
朱文璧（1554年7月22日—17世紀），字尚德，號九台，江西臨江府峽江縣江口人，明朝政治人物。

## 生平
朱文璧是萬曆七年（1579年）江西鄉試舉人，十七年（1589年）成進士，十八年（1590年）獲授巴縣知縣，二十六年（1598年）降滁州判官，次年（1599年）調任縉雲知縣。

## 家族
曾祖父福州府通判朱鳳，祖父朱持悦，父親貢生朱湟。

## 引用
1. ↑  盛子鄴《類姓登科考卷一·七虞》：朱文璧，江西峽江縣人，字尚德，三甲。
2. 1 2  同治《峽江縣志·卷七·選舉志》：進士……萬厯十七年己丑焦竤榜 朱文璧 江口人，任巴縣、縉雲二邑知縣，升滁州州判……舉人……萬厯七年己卯鄉試 朱文璧 江口人
3. ↑  嘉慶《巴縣志·卷七·職官志》：巴縣知縣……朱文碧【璧】
4. 1 2 3  《萬曆十七年己丑科進士履歷便覽》：朱文璧，九台。《易》二房。甲寅六月二十四日生。峽江縣人。曾祖□□【鳳】，福州知府【通判】。祖侍衡。父□【汪】，貢生。己卯鄉試，三甲一百七十九名【二百十五名】。禮部政。庚寅六月，授四川巴縣知縣。戊戌，降潮【滁】州判。己亥，升縉雲知縣。
5. ↑  光緒《滁州志·卷四·職官志》：判官……朱文璧 陜江進士，由進士萬厯二十四年任
6. ↑  光緒《縉雲縣志·卷六·職官》：縣令……明……萬厯……朱文璧 四川峽江進士